# Atractus wagleri
Atractus wagleri — вид змій родини полозових (Colubridae). Ендемік Колумбії.

## Поширення і екологія
Atractus wagleri мешкають на західних схилах Східного хребта Колумбійських Анд, від Флорідабланки в департаменті Сантандер до Умбо в департаменті Бояка. Вони живуть у субандійських тропічних лісах, на висоті від 740 до 1200 м над рівнем моря.